# 塔斯馬尼亞州

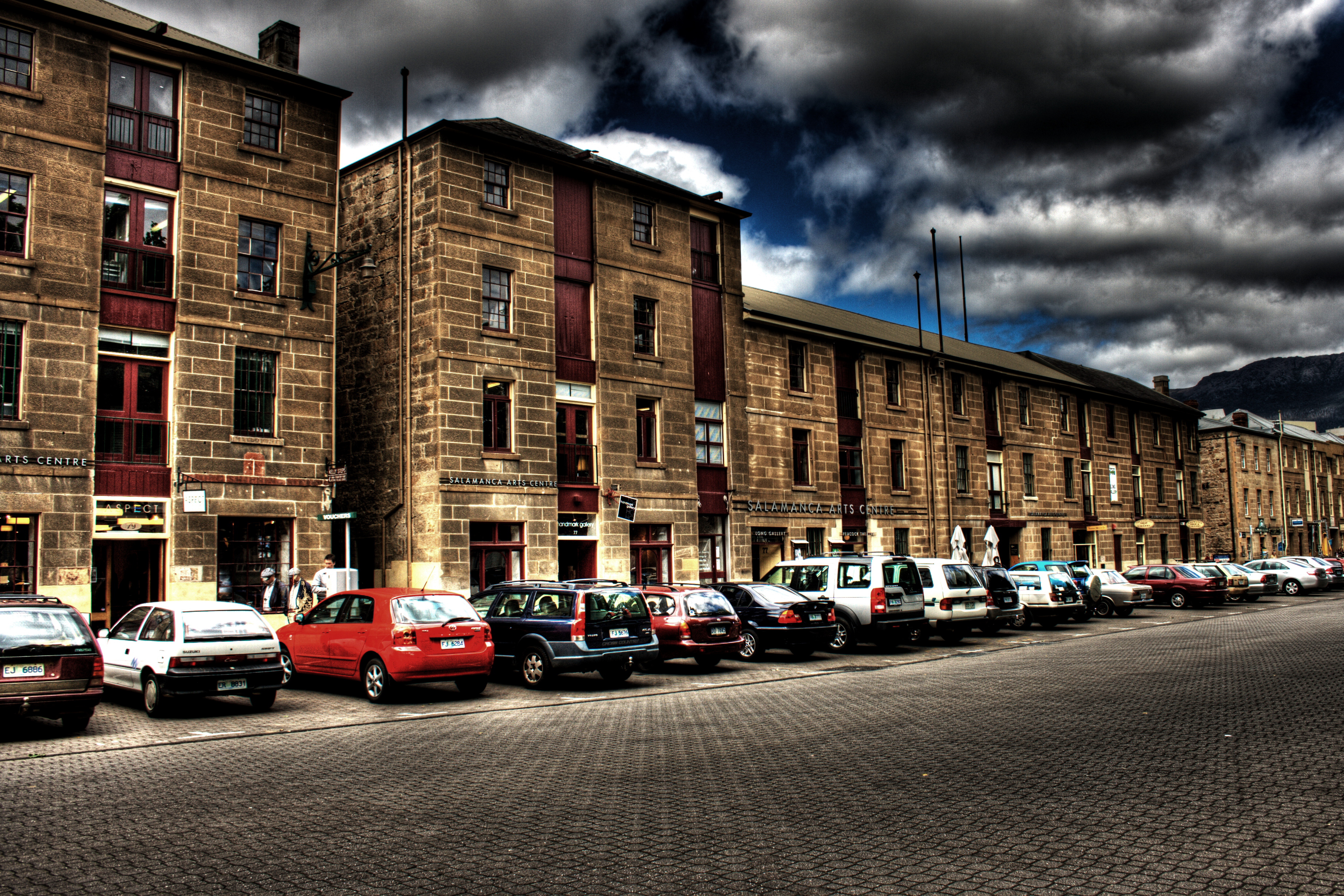
荷巴特

塔斯馬尼亞州（/tæzˈmeɪniə/；palawa kani：Lutruwita），簡稱塔州，是澳大利亞唯一的島嶼州，原名迪門地（Van Diemen's Land，又譯萬迪門蘭）。該州位於澳大利亚大陆東南方約240公里處，隔巴斯海峡與維多利亞州相望，行政範圍包括主島塔斯馬尼亞島（世界面積第26大島）及周邊千餘小島。根據2023年統計，全州人口約57.3萬，為澳洲人口最少的州份，首府荷巴特為最大城市，約40%人口居住於大荷巴特地區。
塔斯馬尼亞陸地面積68,401平方（26,410平方英里），為澳洲面積最小的州份。該州以自然環境保護完善著稱，約42%土地被劃為保護區，其中21%屬世界自然遺產「塔斯马尼亚荒野」範圍，涵蓋全球最大的溫帶雨林之一及第四紀冰川遺跡。其生態價值促使全球首個環保政黨「聯合塔斯馬尼亞團體」於此成立。經濟上以旅遊業、農業及水產養殖為主，葡萄酒、海鮮（如鮑魚、扇貝）及乳製品為重要出口產品。
歷史上，塔斯馬尼亞原住民（自稱Palawa或Pakana）於約11,700年前因海平面上升與澳洲大陸隔離。19世紀初英國殖民時期，原住民人口因「黑色戰爭」及疾病從數千人銳減至近乎滅絕。現今原住民語言帕拉瓦卡尼語（palawa kani）由塔斯馬尼亞土著中心於1990年代重建，融合已消亡的東部及東北部塔斯馬尼亞語系詞彙。

## 歷史

### 自然前史
在約10,000年前的最近一次冰河時期末段以前，塔斯馬尼亞島是與澳洲大陸連接的。冰河時期的結束使溶雪化成的水淹蓋了兩岸交接之地，形成了巴斯海峽。

### 原住民
塔斯馬尼亞原住民是現時已知塔斯馬尼亞最早的居民。原住民人口約5,000至10,000，並有九個部落。但隨著疾病感染，在1833年減至300人。一般認為，楚格尼尼（1812－1876年）是最後一名所知的塔斯马尼亚原血統原住民，不過也有指范尼·高恩·史密夫（1905年歿）才是其人。

### 歐洲人發現
史上有記載的第一位發現此島的歐洲人是荷蘭探險者阿貝爾·塔斯曼，時為1642年11月24日。他以荷属东印度總督安东尼·范·迪门之名將其命名為范迪門地。1777年，詹姆斯·庫克船長抵達此地，與日後的許多歐洲航海家為這島嶼添設極富色彩的名字。
阿贝·塔斯曼还于1642年发现了塔斯马尼亚南部的布鲁尼岛（Bruny Island）。此岛和塔斯马尼亚本岛之间由當特勒卡斯托海峽和风暴湾（Storm Bay）隔开。1792年法国探险家布鲁尼·让·恩特卡斯特克斯勘测此岛并以其命。
1790年左右，英國人登陸本島；1825年，這裡從新南威爾士州獨立出來，成立行政和司法部門；1853年以前，范迪门斯地都被用作流放地，尤其是首府霍巴特东南的亚瑟港，关押着上千的犯人；1856年，本島開始實施自治，改名為塔斯曼尼亞；1901年，澳洲聯邦成立，塔斯曼尼亞加入，成為聯邦的一州。

### 华人採礦
19世紀末，清朝晚期，大批華裔勞工乘船輾轉至塔斯馬尼亞採礦，主要集中在東北部的小鎮史考茲戴爾（Scottsdale）。據稱，外來的華人還因利益問題在一條小橋上與本地人發生了一段小衝突。其中大部分華裔成員在結束工作後返國，餘下的小部份則先後遷居墨爾本等地。華裔礦工遺下的簡單居屋、碗盤，甚至數座華人墳墓，成為歷史學家考証的根據。如今，作為發展旅遊業，該鎮重整了華裔礦工的遺址，稱之為“錫龍的足跡”。

## 地理
塔斯馬尼亞州全州管轄範圍包含主島北邊的金岛及費蓮達島；鮮見於澳洲地圖的麥戈利島，位於次南極地區，也屬其地域。

## 經濟

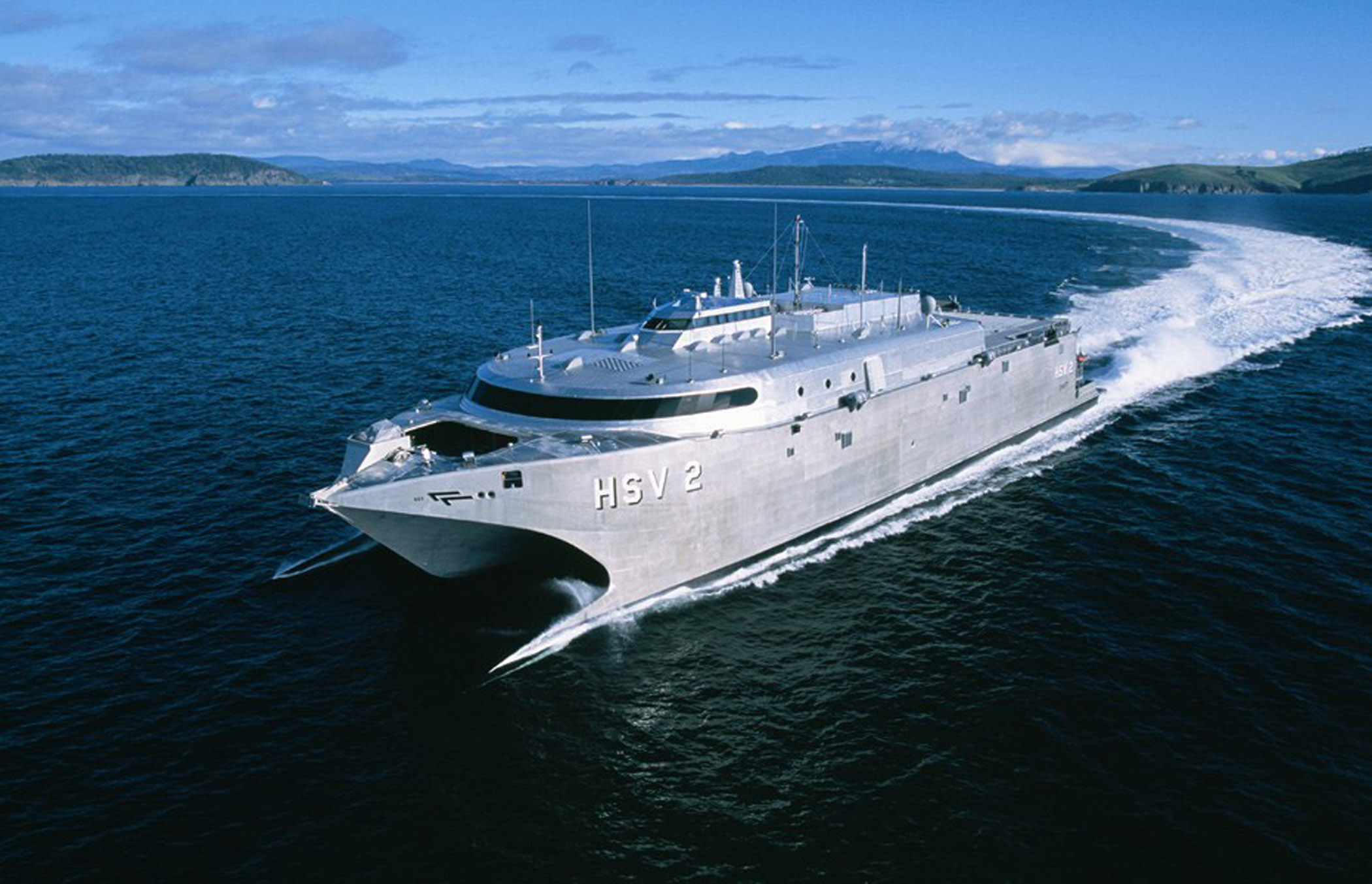
美國海軍租用了Incat Tasmania（Incat）製造的雙船體HSV-2褐雨燕號雙體船（Swift）作為非服役實驗船計畫的一環。

傳統而言，塔斯曼尼亞重要的經濟產業有礦產業（鐵、銅、鋅、錫、鎢）、農業、林業、旅遊業。不過，逐漸這些行業的情況也有所轉移，比如礦產、羊毛需求下降。
塔斯馬尼亞有著蓬勃的葡萄酒業，有產品率先為澳洲引起了國際注意。塔斯馬尼亞本身較低的氣溫，能使出產的葡萄酒有別於澳洲其他區域的出品。全州有110多間葡萄園，約200間釀酒廠，種植葡萄種類有Pinot noir、Chardonnay、Riesling、Cabernet Sauvignon、Merlot、Shiraz等。
食物企業方面，塔斯馬尼亞出產鮑魚、大西洋鱒魚、扇貝、淡水螯蝦等海鮮；金岛聞名於出產精品乳酪和奶類製品。
雙船體造船公司 Incat Tasmania（Incat）在經歷了許多波折後也成為了塔州的成功例子之一，其客戶包括美國海軍。
從事林業的根斯公司（Gunns Limited）是塔州擁有最多雇員的公司之一，砍伐樹木並出口大量木碎。根斯申請起建的「鐘灣紙漿工廠」自曝光於社會後一直引起辯論，受到塔州綠黨和環保主義者的反對，並觸發2006年超過6,000人的示威遊行。
夏季是旅客的高峰期。就以2008年夏季而言，計有70艘遊輪到訪塔斯馬尼亞，其中霍巴特36艘，旅遊新熱點伯爾尼21艘，帶來旅客85,000。

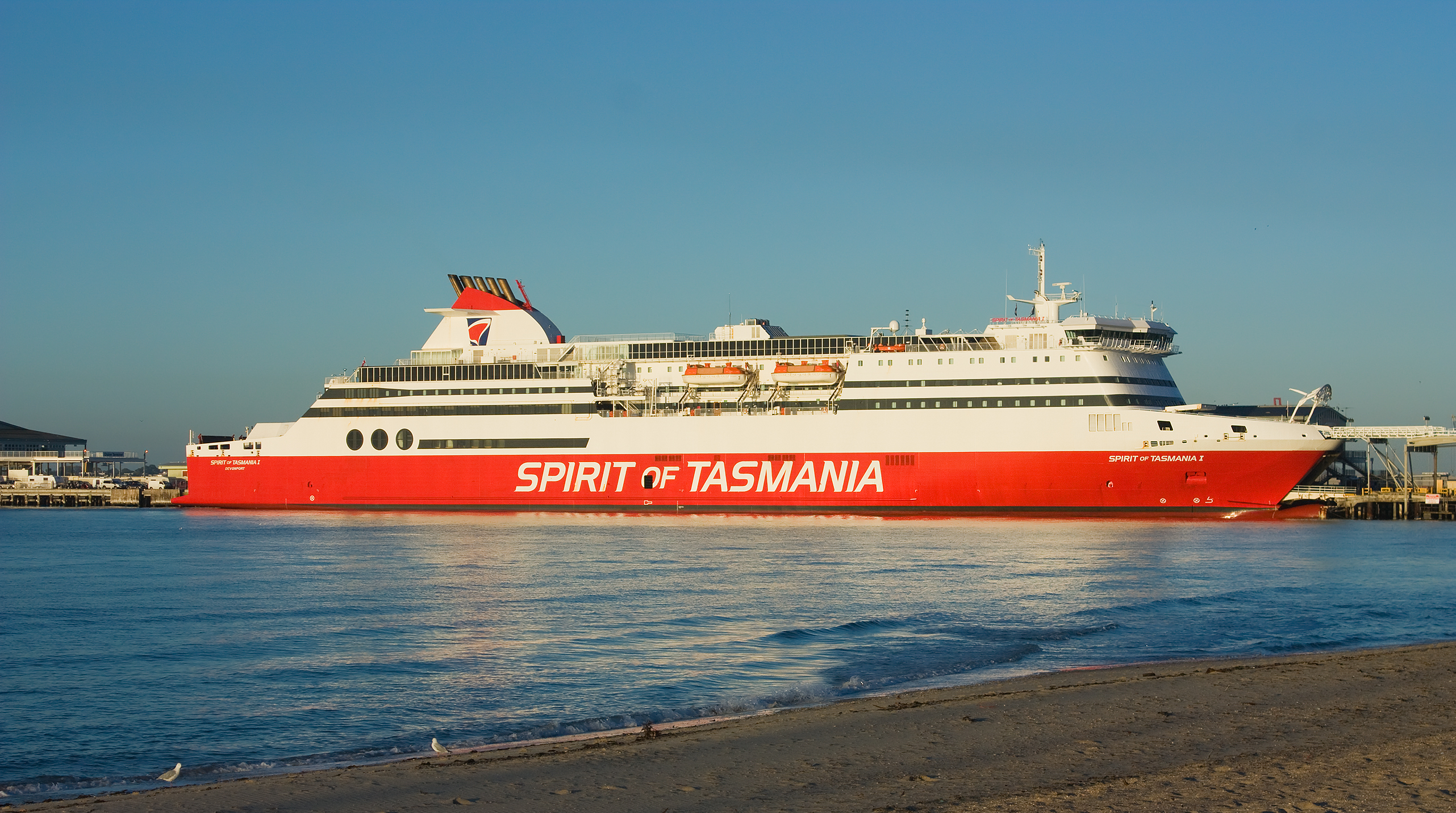
塔斯馬尼亞精神號，攝於墨爾本港（英语：Port Melbourne, Victoria）內。
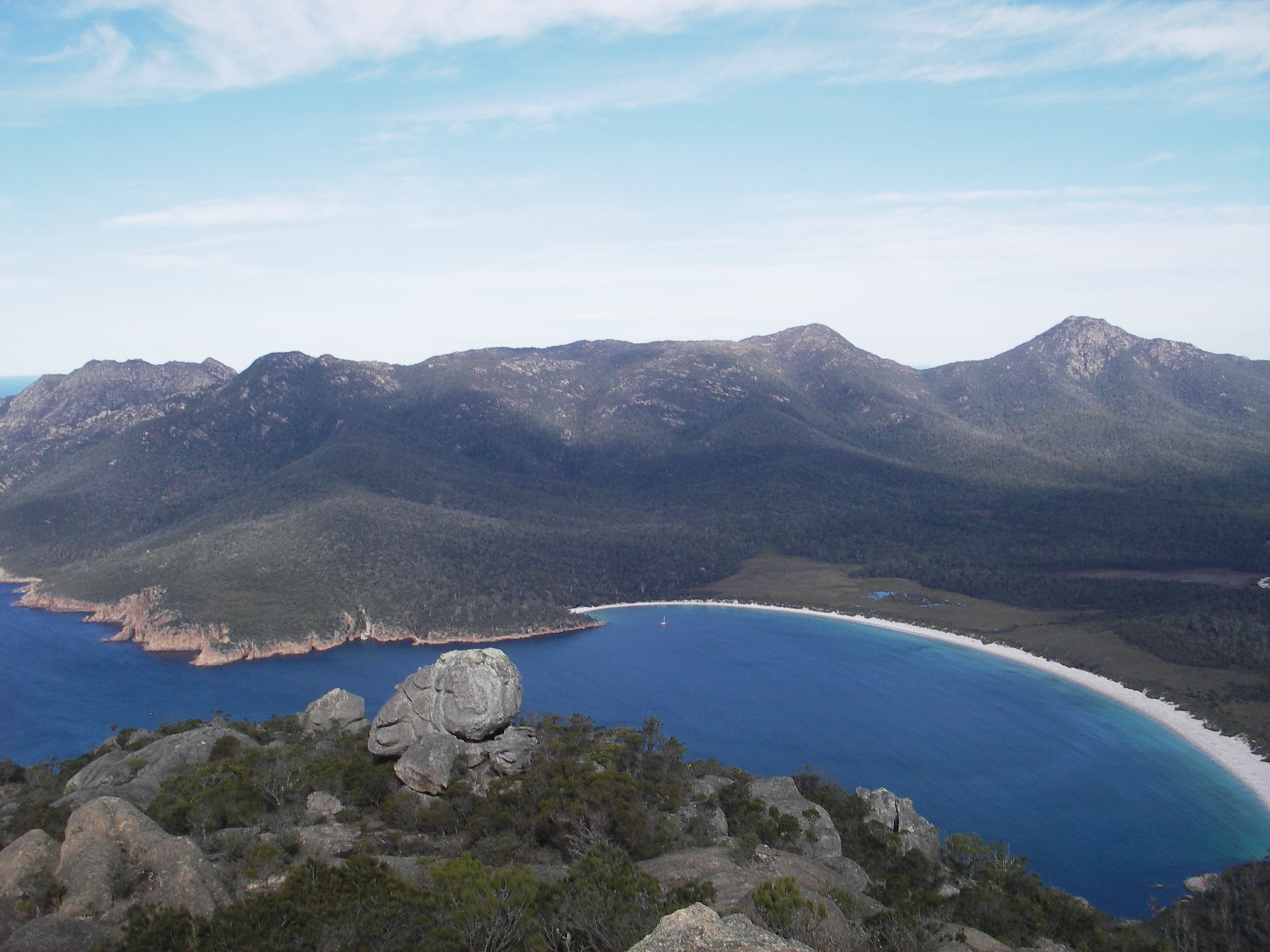
東邊沿海的酒杯灣
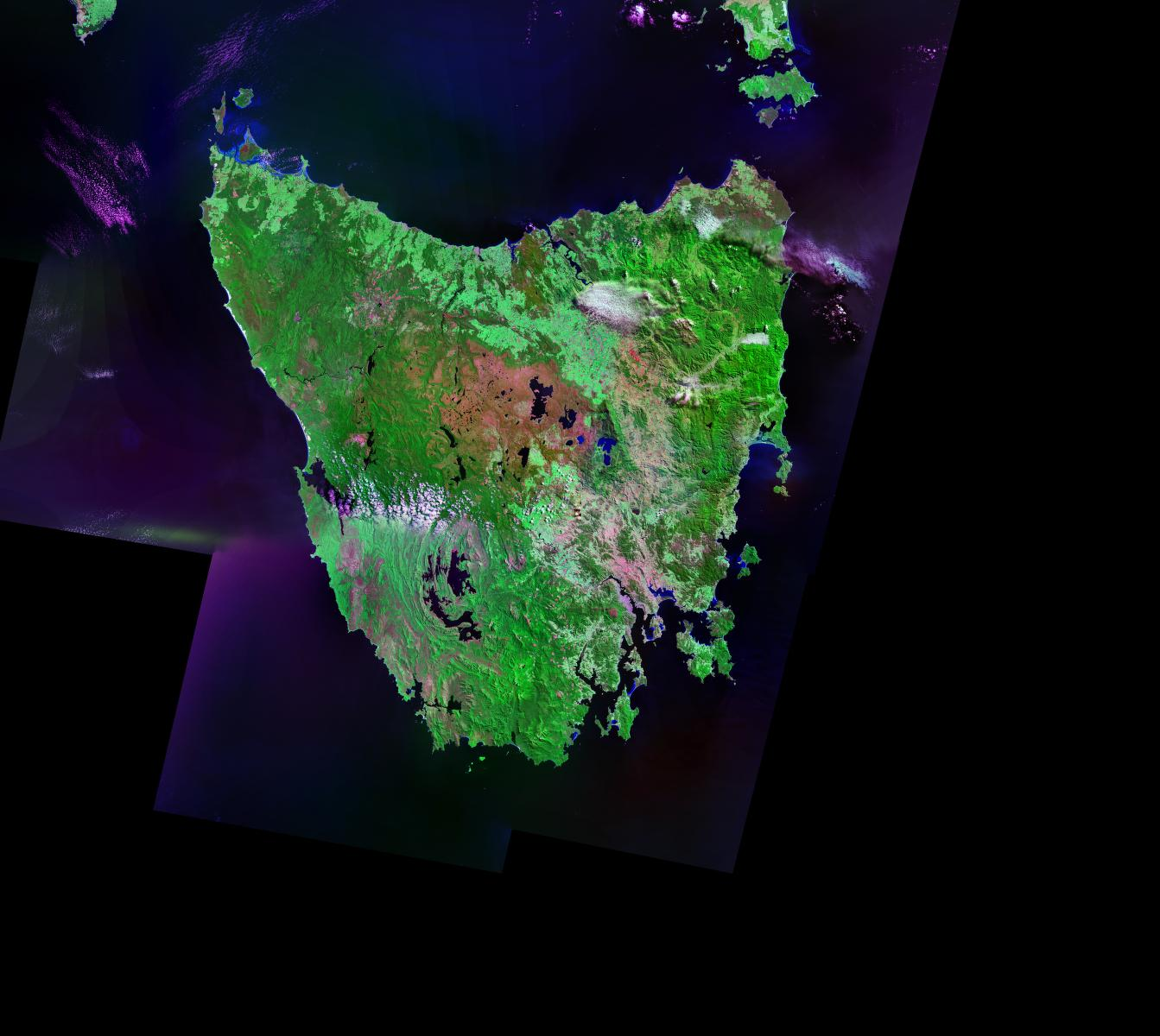
塔斯馬尼亞空拍
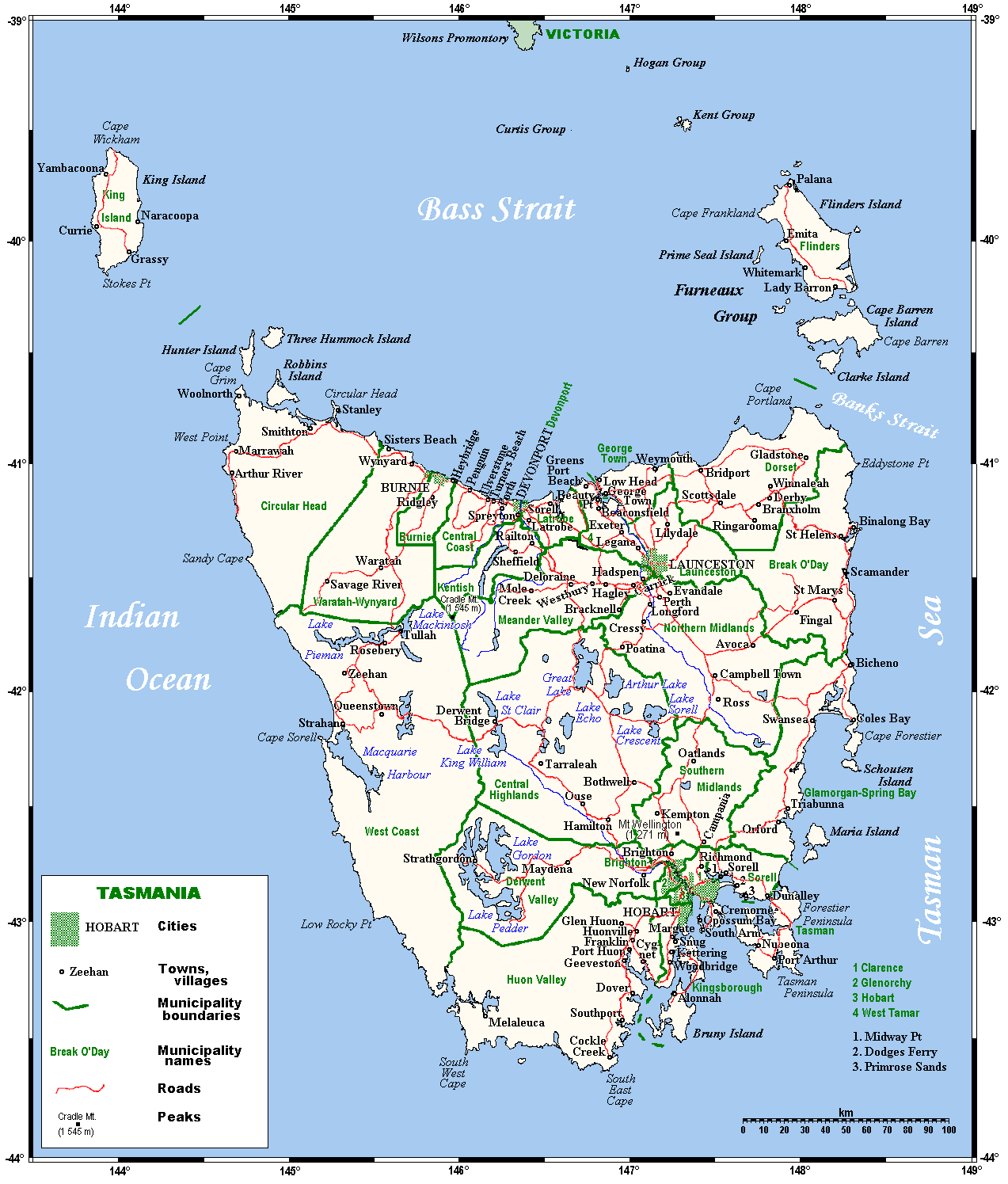
塔斯馬尼亞地圖
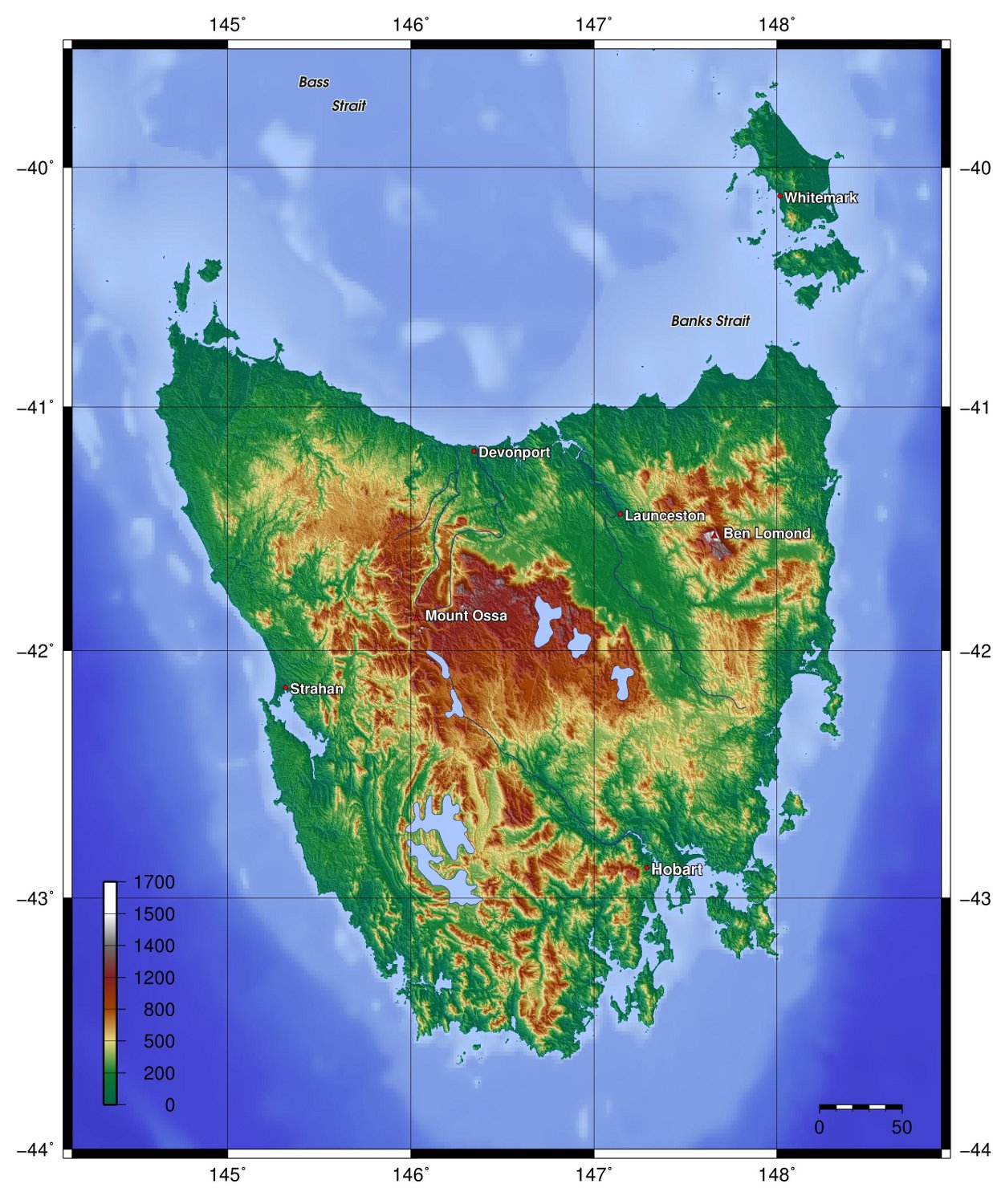
塔斯馬尼亞地形圖
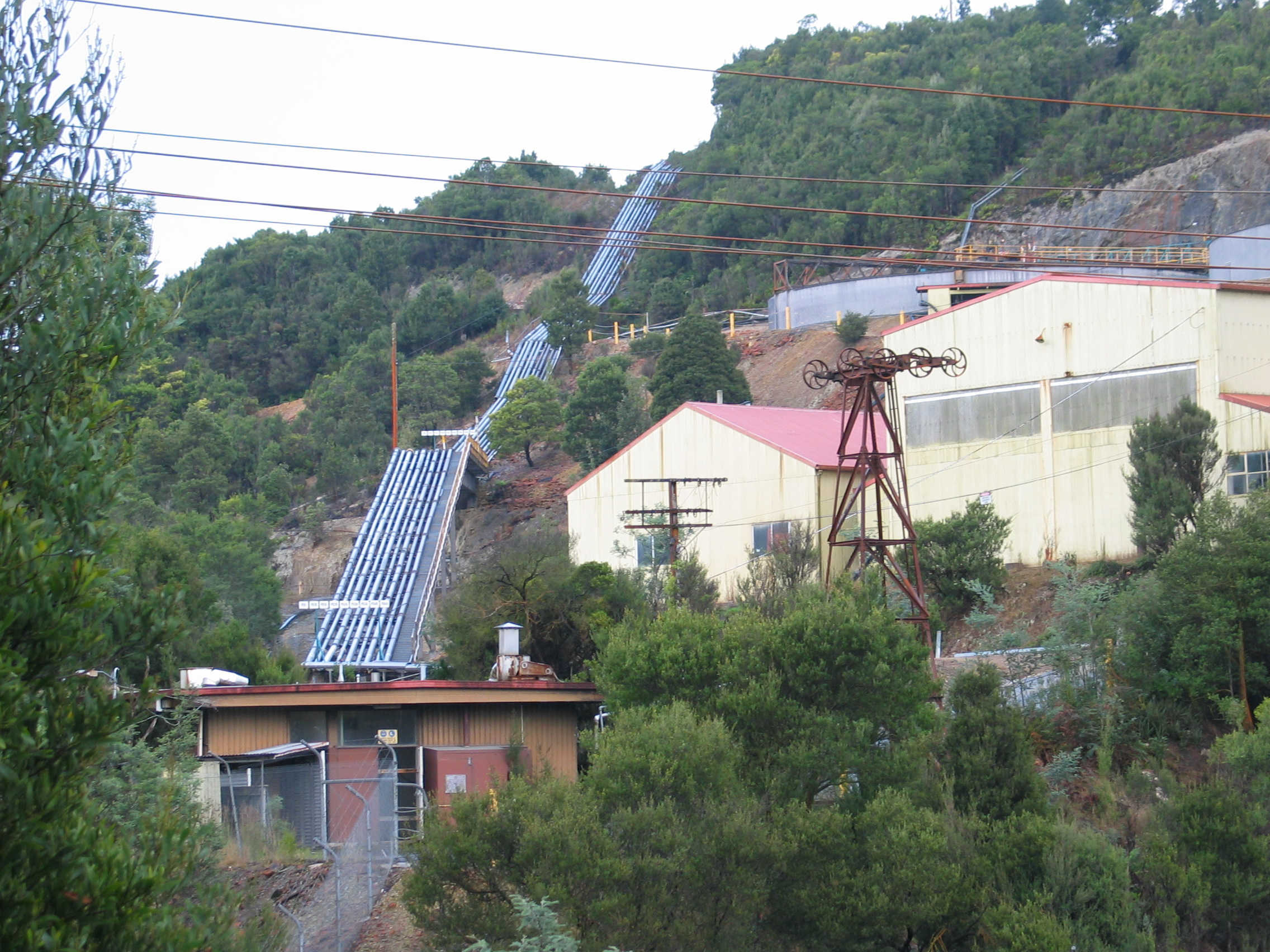
錫礦場
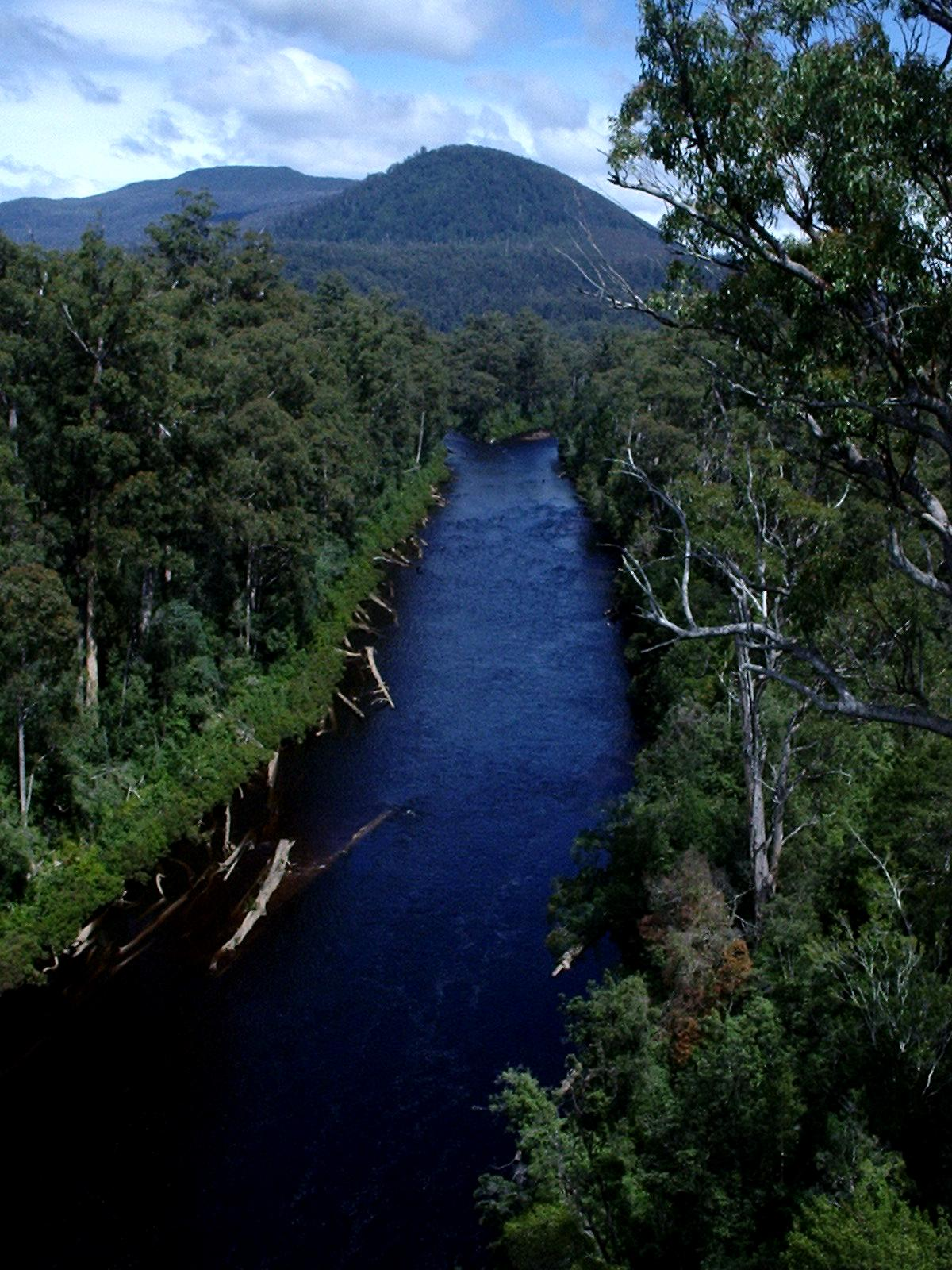
流越塔乎因森林的候恩河（Huon River）
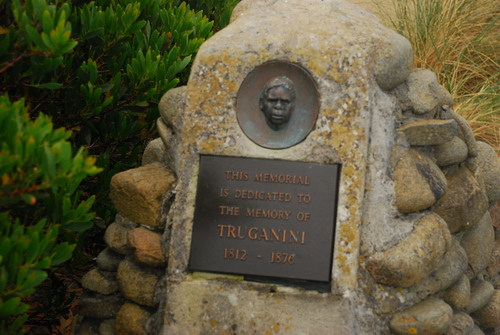
塔斯马尼亚州布鲁尼地峡处的楚格尼尼像
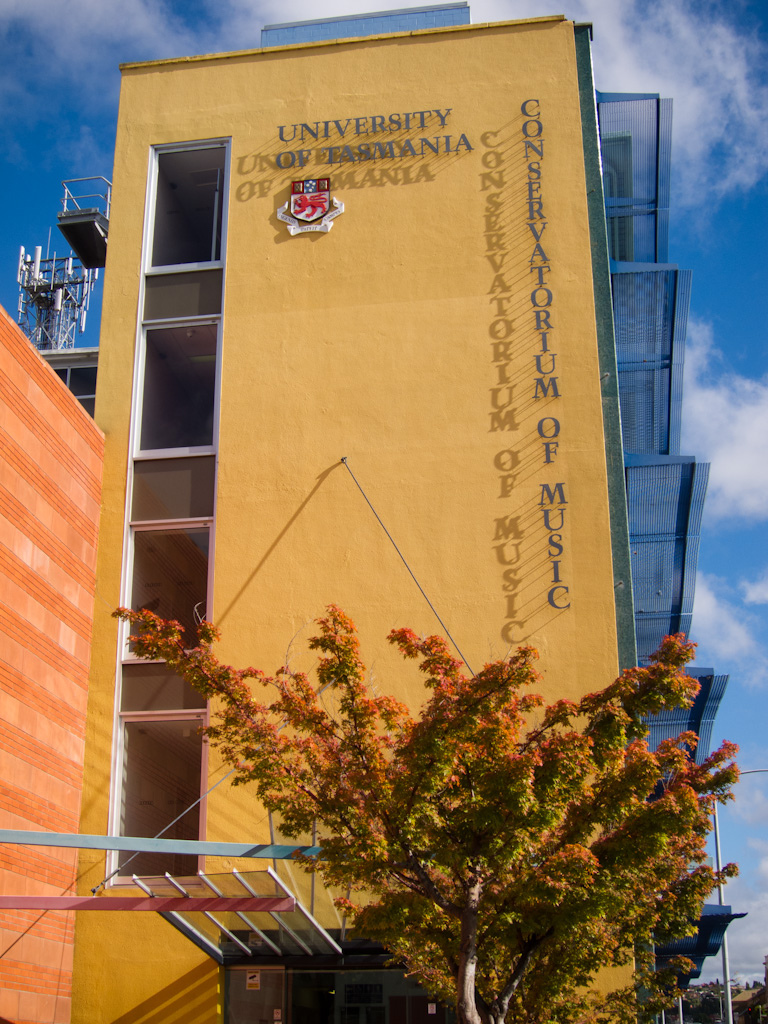
塔斯馬尼亞大學
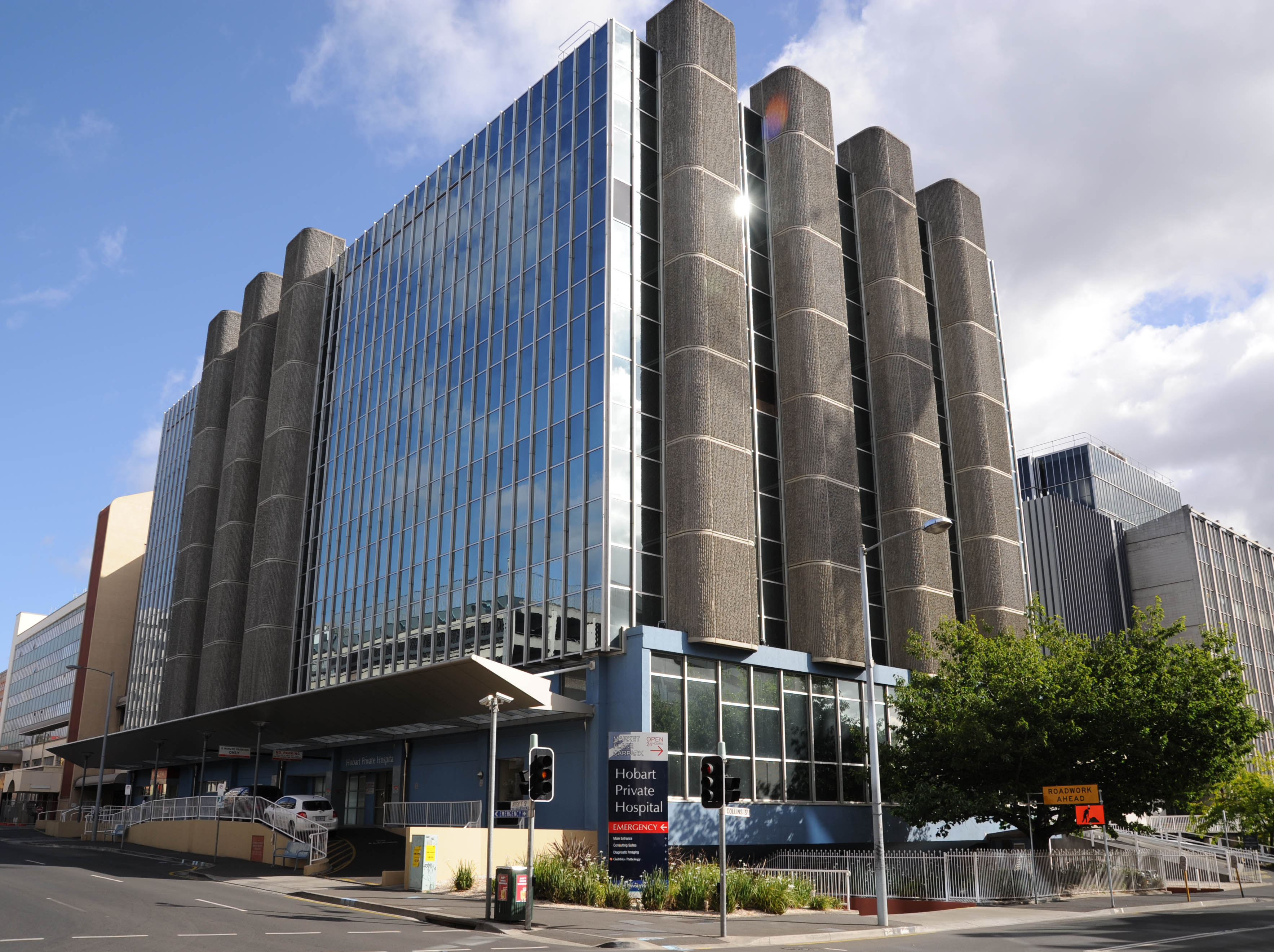
赫伯特醫院

## 文化娱乐
塔斯馬尼亞擁有的文娛節目，包括運動賽事、文學、音樂及表演藝術、美食、視覺藝術。以具標誌性的聯邦廳為基地的塔斯曼尼亞管絃樂團，以及獲ARIA提名的南方福音合唱團，IHOS歌劇團都是塔州有名的項目。
| 項目                                          | 節目內容和地點                                                | 日期                     |
| --------------------------------------------- | ------------------------------------------------------------- | ------------------------ |
| Hobart Comedy Festival霍巴特喜劇節            | 展示澳洲各地喜劇的才華                                        | 一月                     |
| MONA FOMA                                     | 澳洲最大私人藝術博物館及Salamanca藝術中心舉辦的音樂及藝術項目 | 一月                     |
| Cygnet Folk Festival希格尼民族音樂節          | 南塔州的希格尼天鵝小鎮舉行的藝術嘉年華                        | 一月                     |
| Australian Wooden Boat Festival澳洲木船節     | 朔羅芬灣                                                      | 二月                     |
| Southern Roots Festival南方草根節             | 音樂節                                                        | 復活節週末               |
| Scrap Pack Challenge手木挑戰                  | 開放給所有塔州學校                                            | 2010首學期               |
| Targa Tasmania                                | 分段拉力賽車賽事                                              | 四月末至五月初           |
| Agfest農業節                                  | 北塔州舉行的農業節                                            | 五月初                   |
| 10 Days on the Island島上十天                 | 在多地點舉行的藝術節                                          | 六月，兩年一度           |
| Antarctic Midwinter Festival南極冬節          | 有關南半球冬季日照時間將增長的節                              | 六月                     |
| Music for the Mission                         | 世上最盛大的問答賽                                            | 九月初                   |
| Royal Launceston Show                         | 朗塞士頓                                                      | 十月                     |
| Royal Hobart Show                             | 霍巴特                                                        | 十月                     |
| Taste of Tasmania                             | 在霍巴特莎拉曼卡（Salamanca)召開的夏日美食節                  | 聖誕節至元旦             |
| Sydney to Hobart Yacht Race悉尼至霍巴特帆船賽 | 悉尼至霍巴特的帆船賽                                          | 十二月二十六日開賽       |
| Falls Festival                                | 在塔州馬里恩灣舉行數天的流行音樂節                            | 十二月二十九日至一月一日 |

## 體育

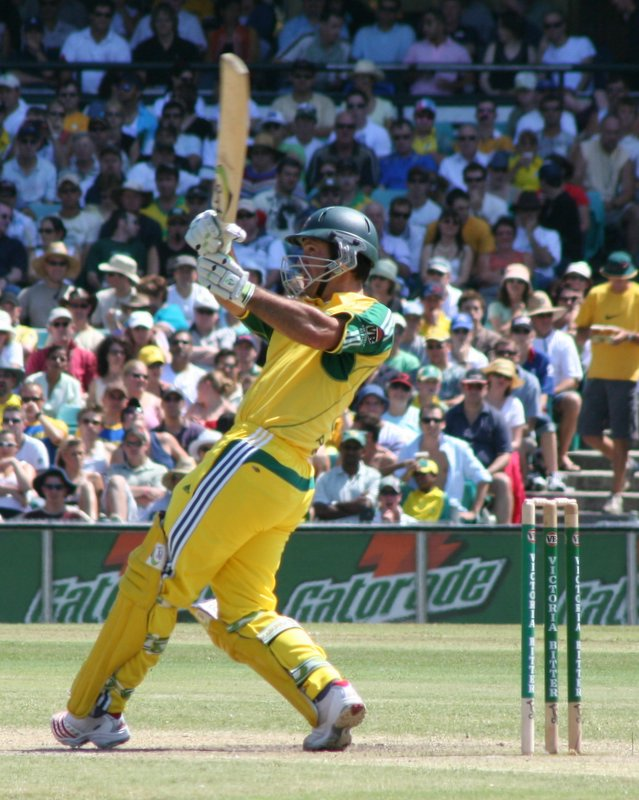
塔州人李奇·龐丁（Ricky Ponting）曾分別在2002和04年成為澳洲國家板球隊和單日國際賽（One-day International, ODI）代表隊的隊長。

塔斯馬尼亞在主流的澳式足球、板球、曲棍球等運動中，都佔一席地位。2028年，塔斯马尼亚袋獾将加入澳大利亚澳式足球联盟。

## 教育
塔斯马尼亞大學是澳大利亞歷史第四悠久的大學，乃使用沙岩構成校園主體建築的“沙岩大學”之一，校史逾百年。塔大分佈在霍巴特、朗瑟士敦和西北部，註冊學生超过2万（2007年），其中海外留學生4,200人。留学生之中，最多来自中國，佔60%；其次來自馬來西亞，佔16%。
塔斯曼尼亞其他大專學校還包括澳洲海事學院（於2008年與塔州大學合併）和塔斯馬尼亞理工（Tasmanian Polytechnic，前身為塔斯馬尼亞技術與高等教育學院（TAFE Tasmania））。

## 運輸交通

### 航運
基於其分隔於澳洲大陸的地理，八十多年來塔斯馬尼亞和澳洲大陸都有固定船班通航。由最早期的汽船，直至1985年塔州政府旗下的TT-Line購買了開抵墨爾本和伯爾尼的船隻「Abel Tasman」。1993年換上更大的「塔斯馬尼亞精神號」（Spirit of Tasmania），並於1998年試驗租用國際雙體船公司的船隻增加服務和補充空缺。
2002年，已故前州長占姆·培根下的塔斯馬尼亞政府從希臘買來兩航經過翻新的渡輪，取名「塔斯馬尼亞精神一號」（Spirit of Tasmania I）和「塔斯馬尼亞二號」（Spirit of Tasmania II），加頻兩岸通船。新政策顯著地刺激了當地旅遊業發展和經濟增長。自此每晚都有開通墨爾本－伯爾尼二地的船，並於旺季加駛日間航班。
兩艘新渡輪開行後，面對高度需求，州政府遂於2003年宣佈再購入「塔斯馬尼亞精神三號」（Spirit of Tasmania III），與其姊妹船同型但體積略為小一點，三號主通悉尼至德文港的航線。然而，陸續來自低成本航空公司的競爭使州政府在2006年宣佈中止該船的運作。

### 空運
塔斯馬尼亞的主要機場是霍巴特國際機場和朗塞斯頓機場。兩城之間並無直通商業航班。飛抵的地點包括悉尼、墨爾本（Tullamarine）、墨爾本（Avalon）、布里斯本，視乎航空公司和所在機場而定。
服務塔斯馬尼亞的航空公司包括澳洲航空、捷星航空（屬澳洲航空旗下）、欣豐虎航（屬新加坡航空旗下）、維珍澳洲航空，以及塔斯航空（Tasair）和塔斯馬尼亞航空（Airlines of Tasmania），後二者主要是飛航附近島嶼和偏遠地帶的航線。

## 特有動物
- 袋獾（又稱塔斯曼尼亞魔鬼）
- 袋狼（已於1930年代絕種）
- 塔斯馬尼亞蛙

## 知名城镇及景点
- 荷巴特（首府）
- 朗瑟士敦 10.4萬人
- 伯爾尼
- 德文港 8萬人
- 亚瑟港
- 羅斯
- 里奇蒙
- 布鲁尼島
- 温格拉斯灣
- 摇篮山
- 戈登坝
- 塔胡恩空中走道
- 聖佳爾湖
- 無處可去（Nowhere Else）

### 都会区
| 排名 | 都会区名稱        | 2016人口 |
| ---- | ----------------- | -------- |
| 1    | 霍巴特 SUA        | 204,010  |
| 2    | 朗塞斯顿 SUA      | 84,153   |
| 3    | 德文港 SUA        | 29,381   |
| 4    | 伯尔尼-温妮雅 SUA | 26,490   |
| 5    | 阿尔弗斯通 SUA    | 14,151   |

## 知名人士
- 埃羅爾·弗林（Errol Flynn），演員
- 西蒙·貝克（Simon Baker），演員
- 瑞秋·泰勒（Rachael Taylor），演員
- 瑪麗·唐納遜（Mary Donaldson），現任丹麥王后
- 理察·弗拉納根（Richard Flanagan），作家
- 彼得·斯克爾索普（Peter Sculthorpe），作曲家
- 里基·龐廷（Ricky Ponting），板球手
- 克里斯·古爾丁（Chris Goulding），籃球員